# Plectroglyphidodon
Plectroglyphidodon is een geslacht van straalvinnige vissen uit de familie van rifbaarzen of koraaljuffertjes (Pomacentridae). Het geslacht is voor het eerst wetenschappelijk beschreven in 1924 door Fowler & Ball.

## Soorten
De volgende soorten zijn bij het geslacht ingedeeld:
- Plectroglyphidodon dickii (Liénard, 1839)
- Plectroglyphidodon flaviventris (Allen & Randall, 1974)
- Plectroglyphidodon imparipennis (Vaillant & Sauvage, 1875)
- Plectroglyphidodon johnstonianus (Fowler & Ball, 1924)
- Plectroglyphidodon lacrymatus (Quoy & Gaimard, 1825)
- Plectroglyphidodon leucozonus (Bleeker, 1859)
- Plectroglyphidodon phoenixensis (Schultz, 1943)
- Plectroglyphidodon randalli (Allen, 1991)
- Plectroglyphidodon sagmarius (Randall & Earle, 1999)
- Plectroglyphidodon sindonis (Jordan & Evermann, 1903)